# Solenopsis foersteri
Espèce
Solenopsis foersteri est une espèce fossile d'insectes hyménoptères fourmis piqueuses de la famille des Formicidae, de la sous-famille des Myrmicinae, de la tribu des Solenopsidini et du genre Solenopsis.

## Classification
L'espèce Solenopsis foersteri est décrite en 1937 par le paléontologue français Nicolas Théobald (1903-1981) dans sa thèse,. 

### Fossiles
Le spécimen holotype R 236 vient de la collection Mieg, du musée de Bâle. Il y a aussi de nombreux autres paratypes, R236, 231, 50,385, 461,502,174, 192b, de la collection Mieg et trois échantillons de Brunnstatt (collection personnelle Bt20, 21, 11 avec contre empreintes).  Ces insectes viennent des terrains sannoisiens de la localité de Kleinkembs de la commune d'Efringen-Kirchen en pays de Bade, en Allemagne, juste à côté de la frontière franco-allemande du Rhin, au sud-est de l'Alsace. 

### Étymologie
L'épithète spécifique latine foersteri rend hommage à l'entomologiste et paléontologue allemand Bruno Förster (1852–1924) qui a décrit, entre autres, la même année 1891, six fourmis fossiles du même genre sur les neuf connues en 2022 :
- †Solenopsis blanda Förster, 1891
- †Solenopsis maxima Förster, 1891
- †Solenopsis moesta Förster, 1891
- †Solenopsis privata Förster, 1891
- †Solenopsis superba Förster, 1891
- †Solenopsis valida Förster, 1891

### Citation
L'espèce a été citée en 2007 par Barry Bolton dans son « Catalogue of Ants of the World »,

## Description

### Caractères
La diagnose de Nicolas Théobald de 1937, : 

« Insecte de petite taille, tête et thorax noirs, abdomen brun clair. Ailes légèrement jaunâtres
Tête ovale, transversale, 2 yeux latéraux de petite taille ; ocelles non visibles ; antennes non coudées ; scape allongé. Cou net. Thorax ovale ; mésonotum large ; scutellum large et court ; métanotum rétréci vers l'arrière. Pétiole formé de deux segments, dont le premier est plus long que le second, ce dernier transversal. Abdomen ovale, subglobuleux ; 5 segments, dont les deux premiers sont plus longs que les suivants. Pattes grêles et longues. Les ailes ne sont plus conservées qu'en partie. ».

### Dimensions
La longueur totale est de 7,2 mm.

### Affinités
« Diffère des Solenopsis décrits plus haut par la couleur du corps et la forme de la tête. Il semble bien qu'il faille ranger parmi cette espèce Attopsis cf migra Heer que Förster a décrit de Brunnstatt. Cette espèce est d'ailleurs très voisine de Attopsis anthracina = Attopsis nigra Heer, mais dans celle-ci le corps est uniformément noir. Attopsis maesta Förster, représenté par deux ailes seulement, appartient aussi à cette forme. ».

### Ouvrage
- [2007] (en) Barry Bolton, Bolton's Catalogue of Ants of the World - 1758-2005, 28 février 2007 (ISBN 9780674021518).

### Publication originale
- [1937] Nicolas Théobald, « Les insectes fossiles des terrains oligocènes de France 473 p., 17 fig., 7 cartes,13 tables, 29 planches hors texte », Bulletin Mensuel de la Société des Sciences de Nancy et Mémoires de la Société des sciences de Nancy, Imprimerie G. Thomas,‎ 1937, p. 1-473 (ISSN 1155-1119 et 2263-6439, OCLC 786027547). .